# Armeeabteilung C
Die Armeeabteilung C (bis Februar 1917 Armeeabteilung Strantz, ursprünglich Armeegruppe Strantz) war eine von drei im südlichen Teil der Westfront (Erster Weltkrieg) eingesetzten Armeeabteilungen des Deutschen Heeres. Gebildet im September 1914 aus dem linken Flügel der 5. Armee des deutschen Kronprinzen, hielt sie bis 1918 im Wesentlichen den Frontbogen von Saint-Mihiel.

## Geschichte
Die „Armeegruppe Strantz“ ging auf Befehl der OHL vom 10. September 1914 (während der Marneschlacht) aus der zeitweiligen Zusammenfassung des posenschen V. Armee-Korps der 5. Armee mit dem von der 6. Armee herangeführten I. Königlich Bayerischen Armee-Korps bei gleichzeitiger Unterstellung der Festung Metz und der Königlich Bayerischen Kavallerie-Division hervor. Der bisherige Kommandierende General des V. Armee-Korps, General der Infanterie Hermann von Strantz, erhielt den Befehl über die provisorische Formation, während Generalleutnant Robert Kosch die Führung des V. Armee-Korps übernahm. Die Armeegruppe blieb der 5. Armee unterstellt. Bereits zwei Tage später erging der Befehl, das I. Bayerische Armee-Korps zu anderer Verwendung abzutransportieren. Stattdessen wurde das III. Königlich Bayerische Armee-Korps (unter General Ludwig von Gebsattel) der Armeegruppe zugeführt, die ab dem 18. September als „Armeeabteilung Strantz“ bezeichnet wurde.
Zu dieser Zeit, Mitte September 1914, bestand auf deutscher Seite Unklarheit über die Stärke der im Raum Verdun konzentrierten französischen Verbände. Einerseits wurde von der OHL ein französischer Vorstoß auf Metz befürchtet, andererseits hatte man aber auch selbst die Absicht, die strategisch wichtigen Forts auf den Maashöhen in Besitz zu nehmen. Letzteres Vorhaben wurde ab dem 20. September durch das V. AK und das bayerische III. AK in Angriff genommen. Als erstes der französischen Sperrforts fiel das Fort du Camp des Romains am 25. September an das bayerische III. AK, nachdem am Vortag bereits die Stadt Saint-Mihiel eingenommen worden war.
Der so entstandene Frontvorsprung von Saint-Mihiel, mit dem die Deutschen die Bahnlinie von Verdun nach Toul unterbrachen, konnte von der Armeeabteilung bis September 1918 behauptet werden. Er stellte eine ständige Bedrohung für den bedeutenden Festen Platz Verdun dar und war mehrmals heftig umkämpft, so im Frühjahr 1915, als die 1ere armée unter Pierre Auguste Roques den Frontbogen mit vier Korps angriff.
Hauptquartier der Armeeabteilung war von Juni 1915 bis September 1918 das Château de Moncel bei Jarny. Als General von Strantz im Februar 1917 von seinem Posten abberufen und durch Max von Boehn abgelöst wurde, wurde die Armeeabteilung in „Armeeabteilung C“ umbenannt. Bereits im folgenden Monat wurde Boehn zur 7. Armee versetzt und Georg Fuchs übernahm den Oberbefehl. Ab April 1917 unterstand die Armeeabteilung der Heeresgruppe Herzog Albrecht, ab Februar 1918 der (2.) Heeresgruppe Gallwitz, die zur Heeresgruppe „Kronprinz Rupprecht“ wurde.
Im September 1918 wurde der Frontbogen von St. Mihiel Ziel der ersten größeren Offensive der American Expeditionary Forces. Die First United States Army griff in der Schlacht von St. Mihiel ab dem 12. September mit Unterstützung durch das französische II. Kolonialkorps die Armeeabteilung C an und zwang sie innerhalb von vier Tagen zur Räumung des Frontbogens. Nach dem Waffenstillstand von Compiègne zog die Armeeabteilung nach Deutschland ab. Am 24. Dezember 1918 wurde sie aufgelöst.

## Personen

### Oberbefehlshaber
- Hermann von Strantz – ab 10. September 1914
- Max von Boehn – ab 2. Februar 1917
- Georg Fuchs – ab 11. März 1917
- Eduard von Below – ab 9. November 1918

### Stabschefs
- Erwin Fischer – ab 10. September 1914
- Wilhelm Wild – ab 7. Dezember 1915
- Bernhard Bronsart von Schellendorff – ab 27. Oktober 1916
- Otto von Ledebur – ab 20. Dezember 1916
- Wilhelm Faupel – ab 22. September 1918
- Otto von Ledebur – ab 9. November 1918

### Armeearzt
- Feodor Korsch – ab 22. September 1914, dem Vortag seines Todes